# Rangeley (Maine)
Rangeley est une ville américaine située dans le Comté de Franklin, dans le Maine. Selon le recensement de 2020, sa population est de 1 222 habitants.